# Чашкина
Чашкина — деревня в Соликамском районе Пермского края. Входит в состав Родниковского сельского поселения.

## Географическое положение
Расположена примерно в 3,5 км к юго-западу от центра поселения, села Родники, и в 16 км к юго-западу от районного центра, города Соликамск.

## История
Первое упоминание о деревне относится к 1623-1624 годам. Согласно Писцовой книге Михаила Кайсарова, описывавшего и измерявшего в то время "Да за посадом, на речке на Усолке, монастырь Вознесения Господа Бога и Спаса нашего Иисуса Христа: В деревне в Чашкине, что на ручье, два двора монастырские, а в них живут детеныши да и с половник Ивашко Михайлов; пашни паханыя монастырския четыре чети, да перелогом две чети в поле, а в дву потомуж; сена сто копен; да на речке мельница мутовка; мелют в ней про монастырской обиход".
Вознесенский монастырь в Усольском уезде имел свою вотчину „по вкладным Усольцев и по купчим“. Она была невелика и заключала в себе три починка: починок, что была деревня Брысино на речке Черной, починок Пешков* и починок, что была деревня Уткина (у Яхонтова Утвино). Кроме того монастырь имел два двора в деревне Чашкине и тут же, на речке, мельницу мутовку и другую такую же мельницу под починком Зыряновым, „а мелют на них про монастырской обиход“.

## Население
| 2010 |
| ---- |
| 23   |

## Улицы[4]
- 2-я ул.
- Бориса Сапегина ул.
- Геологов ул.
- Дачная ул.
- Культуры ул.
- Лесная ул.
- Приозерная ул.
- Родниковская ул.
- Чашкинская ул.
- Чашкинский 1-й пер.
- Энтузиастов ул.

## Топографические карты
- Лист карты O-40-18 Березняки. Масштаб: 1 : 100 000. Издание 1977 г.